# Sury-près-Léré
Sury-près-Léré ist eine französische Gemeinde mit 656 Einwohnern (Stand: 1. Januar 2022) im Département Cher in der Region Centre-Val de Loire. Sie gehört zum Arrondissement Bourges und zum Kanton Sancerre.

## Geographie
Sury-près-Léré liegt in Zentralfrankreich, etwa 57 Kilometer nordöstlich von Bourges an der Loire, die die östliche Gemeindegrenze bildet. Durch die Gemeinde führt der Canal latéral à la Loire. Umgeben wird Sury-près-Léré von den Nachbargemeinden Belleville-sur-Loire im Norden, Neuvy-sur-Loire im Nordosten, La Celle-sur-Loire im Osten und Südosten, Léré im Süden sowie Savigny-en-Sancerre im Südwesten und Westen.

## Bevölkerungsentwicklung
| Jahr                       | 1962 | 1968 | 1975 | 1982 | 1990 | 1999 | 2006 | 2019 |
| Einwohner                  | 368  | 331  | 322  | 378  | 481  | 509  | 553  | 680  |
| Quellen: Cassini und INSEE |      |      |      |      |      |      |      |      |

## Sehenswürdigkeiten
- Kirche Saint-Jean-Baptiste aus dem 16. Jahrhundert, seit 1992 Monument historique

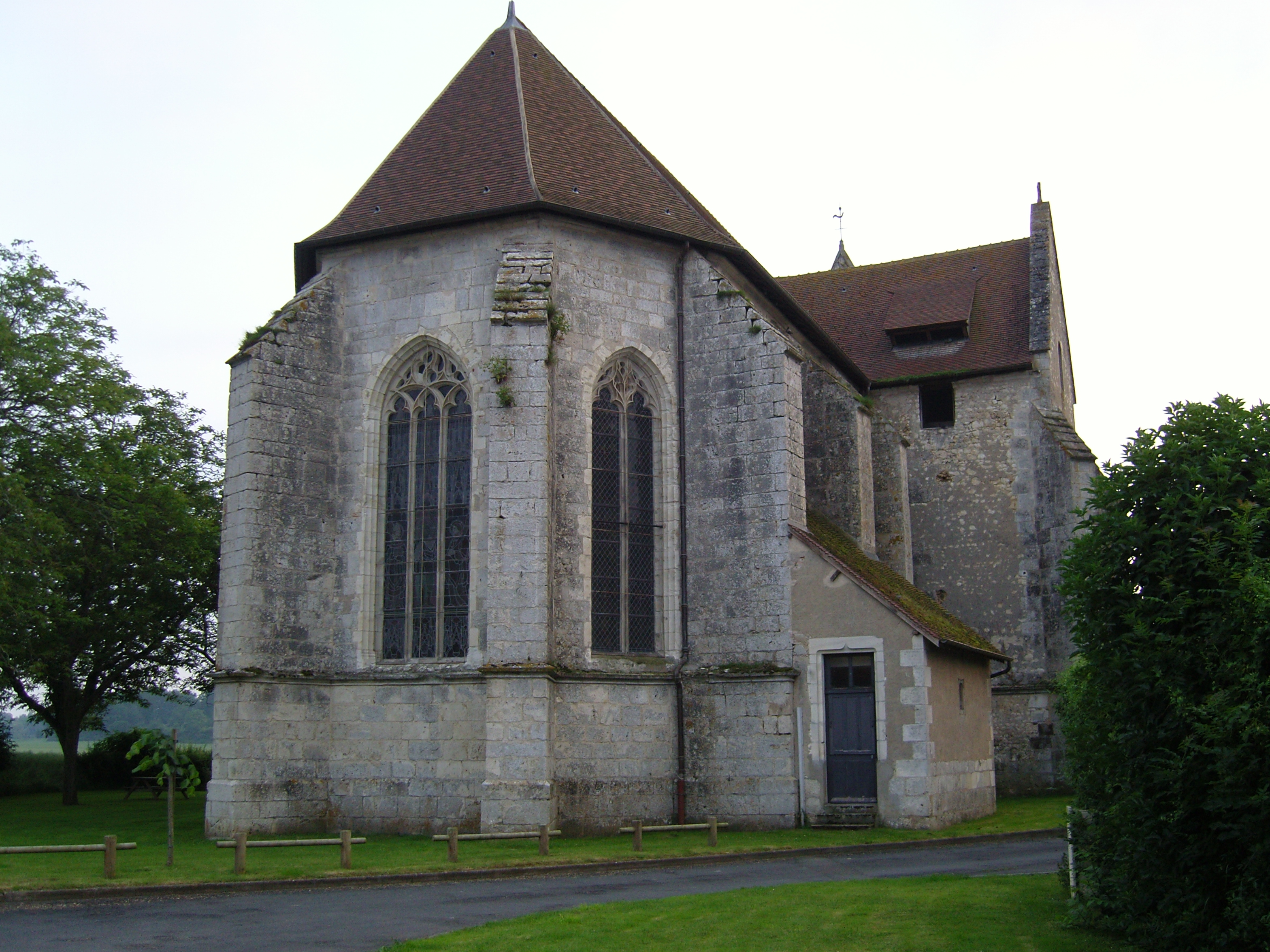
Kirche Saint-Jean-Baptiste

- zwei Wallburgen
- Wassermühle